# Bende van Pollet

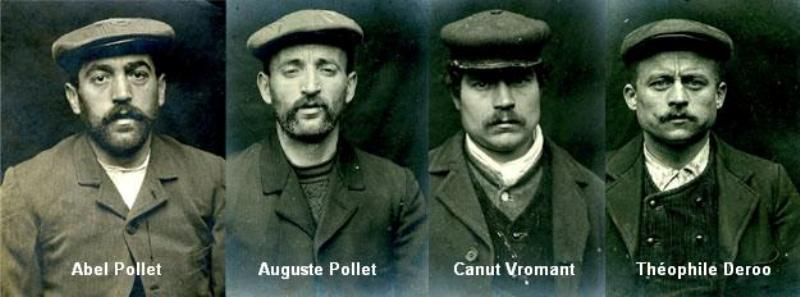
Bende van Pollet

De Bende van Pollet was een vier-koppige roversbende die in de jaren 1905 en 1906 talloze diefstallen en misdaden pleegde in Noord-Frankrijk. De bendeleden waren berucht om hun wreedheden en moorden. De bende bestond uit de 34-jarige Abel Pollet, zijn 37-jarige broer Auguste Pollet, beiden uit Hazebroek afkomstig, en nog twee andere medeplichtigen; Théophile Deroo en Canut Vromant. Ze werden gearresteerd in 1906.
Abel Pollet bekende meer dan 700 diefstallen en 4 geweldplegingen met dodelijke afloop.
De bende pleegde onder meer de volgende feiten:
- Te Locon werd de 80-jarige Frédéric Henri Lenglemetz gewurgd en zijn wederhelft voor dood achtergelaten.
- Te Calonne-sur-la-Lys werd een 78-jarige gepensioneerde vermoord.
- Hun laatste moord vond plaats op 19 januari 1906 om half twaalf 's avonds bij de familie Lecocq te Violaines; het echtpaar van 81 jaar en hun dochter van 55 jaar werden op beestachtige wijze vermoord toen de bendeleden werden betrapt bij een inbraak.

Op 4 juni 1908 werden ze na een voorhechtenis van 2 jaar om 5 uur s' morgens overgebracht naar het hof van Assisen van Sint-Omaars (Frankrijk).
De vier bendeleden werden op 26 juni ter dood veroordeeld, ook al stond men in Frankrijk destijds op het punt de doodstraf af te schaffen. Op 11 januari 1909 werden de bendeleden per guillotine geëxecuteerd. Meer dan zesduizend mensen woonden de terechtstelling bij. Volgens een krantenartikel uit die tijd werd de orde tijdens de executie gehandhaafd door 90 gendarmes te voet, 40 gendarmes te paard en nog eens 200 cavaleristen van het leger.